# Doroga k zveozdam
Doroga k zveozdam (în rusă Дорога к звёздам, Drumul spre stele) este un film SF sovietic din 1958 regizat de Pavel Klușanțev. În rolul principal este actorul Gheorghi Soloviov care este și autorul scenariului împreună cu Boris Liapunov.

## Rezumat
Prima jumătate a filmului descrie teoria lui Konstantin Țiolkovski, prezintă pe scurt viața și activitatea sa științifică. Legile balisticii sunt descrise pe înțelesul tuturor. Principiile zborurilor spațiale sunt prezentate în mod clar. Sub forma unui lungmetraj, în a doua jumătate a filmului, este prezentat primul zbor spațial din lume cu echipaj (cu 4 ani înainte de zborul lui Iuri Gagarin). Și, de asemenea, primul zbor cu echipaj către Lună, primii oameni pe Lună (12 ani înainte de Apollo 11), o stație spațială uriașă în detaliu, precum și colonizarea Lunii.

## Distribuție
- Gheorghi Soloviov ca Konstantin Țiolkovski
- Leonid Khmara	ca Narator (voce)
- Georgi Kulbush ca Astronaut